# Ryan Bowen
Ryan Cleo Bowen (Fort Madison, 20 novembre 1975) è un ex cestista e allenatore di pallacanestro statunitense, professionista nella NBA.

## Carriera
È stato selezionato dai Denver Nuggets al secondo giro del Draft NBA 1998 (55ª scelta assoluta).